# Elena Yoncheva
Elena Nikolova Yoncheva en búlgaro: Елена Николова Йончева (Sofía, 27 de mayo de 1964) es uan periodista independiente y política búlgara que se desempeña como diputada al Parlamento Europeo desde 2019.
Antigua corresponsal de la Televisión Nacional Búlgara, ha informado desde muchas zonas de conflicto. Es autora de más de 25 documentales de televisión sobre estos conflictos, entre ellos el de Ucrania, donde, tras filmar la guerra en el Donbás le informaron de que ya no se le permitía entrar en el país. Y mientras informaba desde Irak en 2003, escapó de la tragedia al ser rescatada de entre civiles armados por un oficial iraquí. En junio de 2013, resultó herida por una granada de gas lacrimógeno mientras informaba desde Estambul.

## Trayectoria
Yoncheva nació el 27 de mayo de 1964 en Sofía, de padre búlgaro, Nikola, y madre rusa, Larisa. Durante sus años de estudiante en Moscú, conoció a Sergey Stanishev, que luego fue primer ministro de Bulgaria, con el que mantuvo una relación entre 1994 y 2009.
Yoncheva ha informado desde Kosovo, Argelia, Chechenia, Israel, Somalia, Afganistán, Irak, Venezuela, Colombia y otros puntos calientes. Yoncheva también es autora de un documental sobre la base San Clemente de Ohrid, los romaníes en Lom y otros temas. En 2008, participó en la serie la serie de televisión de bTV, Dancing Stars. En octubre de 2013, comenzó a trabajar como copresentadora del programa The Original de TV7, junto a Ivan Garelov. Yoncheva rodó el documental The Border, que denuncia el tráfico de migrantes a través de Bulgaria, presuntamente facilitado por las autoridades búlgaras.
Yoncheva fue elegida diputada al Parlamento Europeo en la candidatura del Partido Socialista Búlgaro, durante las elecciones al Parlamento Europeo de 2019 en Bulgaria. Como parte de su campaña para ser diputada al Parlamento Europeo, compartió pruebas que supuestamente demostraban la corrupción en el Ministerio de Cultura búlgaro.
En el Parlamento, Yoncheva es miembro de la Comisión de Libertades Civiles, Justicia y Asuntos de Interior y de la Subcomisión de Seguridad y Defensa. También es miembro del Grupo de Seguimiento de la Democracia, el Estado de Derecho y los Derechos Fundamentales.
Además de sus funciones en comisiones, Yoncheva forma parte de las delegaciones del Parlamento para las relaciones con Israel y la Asamblea Parlamentaria de la Unión para el Mediterráneo.
Yoncheva presidía un grupo de negociación interinstitucional destinado a acordar los detalles del Pacto de Migración de la UE y aprobarlo en el Parlamento Europeo.
Fue designada candidata a eurodiputada por el partido político DPS en las elecciones al Parlamento Europeo de 2024.